# Phare de Gjæslingan
Le phare de Gjæslingan (en norvégien : Gjæslingan fyr) ou Gjæslingene fyr est un phare côtier de la commune de Vikna, dans le comté et la région de Trøndelag (Norvège). Il est géré par l'administration côtière norvégienne (en norvégien : Kystverket).

## Histoire
Le phare a été construit de 1875 à 1877 avec l'ajout d'un grand bâtiment de 4 étages en 1938. Il a été renforcé en 1961 à cause de sa vulnérabilité face aux tempêtes. Il a été électrifié en 1961 et automatisé en 1987, son personnel résident a abandonné les logements la même année.
Le phare de Gjæslingan se dresse sur l'îlot de Haraldsøykråka dans le groupe des îles Sør-Gjæslingan, du côté nord du fjord de Folda. L'île ne fait que 3 mètres au-dessus du niveau de la mer et subit les assauts des tempêtes. En raison de l'abandon du bâtiment d'habitation et d'un fort coût d'entretien, le phare ne peut être préservé au titre
de patrimoine culturel par le Riksantikvaren.

## Description
Le phare  ,  est une tour cylindrique en fonte de 19 mètres de haut, avec une galerie et lanterne, sur une fondation en pierre. La tour est totalement peinte en rouge et se trouve intégré dans un grand bâtiment blanc en béton. Son feu principal émet, à une hauteur focale de 24 mètres, un éclat blanc toutes les 10 secondes. Sa portée nominale est de 9 milles nautiques (environ 17 km) pour le feu blanc.
Son feu fixe secondaire feu à occultations émet, à une hauteur focale de 24 mètres, un feu rouge et vert selon différents secteurs pour marquer les dangers environnants l'îlot.

Identifiant : ARLHS : NOR-018 ; NF-5300 - Amirauté : L1846 - NGA : 8876 .
|                      |
| Le phare (1890-1900) |

### Lien connexe
- Liste des phares de Norvège